# Catenularia longispora
Catenularia longispora är en svampart som beskrevs av S. Hughes 1965. Catenularia longispora ingår i släktet Catenularia och familjen Chaetosphaeriaceae.   Inga underarter finns listade i Catalogue of Life.